# Fritz Cremer

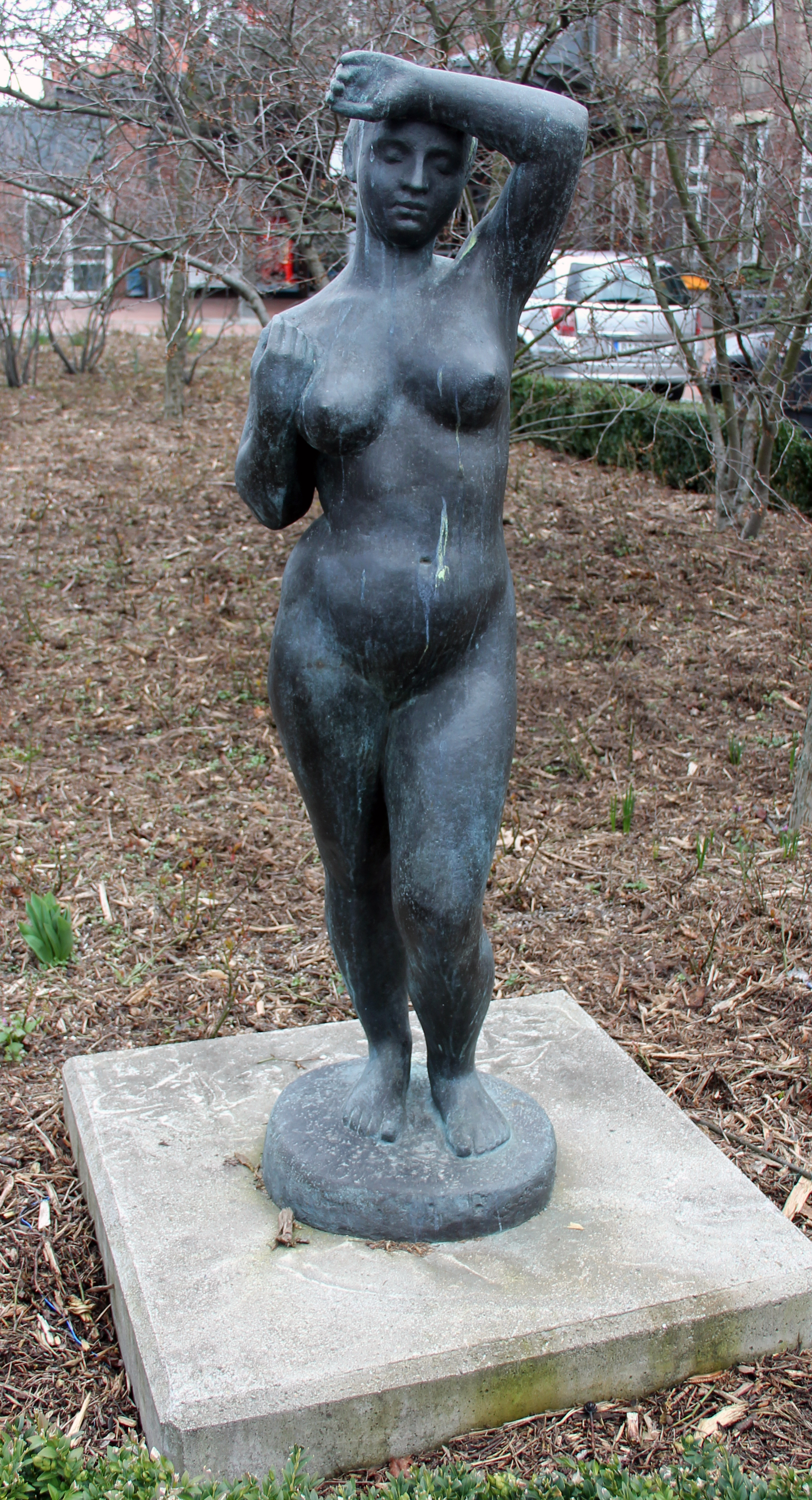
Grosse Eva (1950)

Fritz Cremer (ur. 22 października 1906 w Arnsbergu, zm. 1 września 1993 w Berlinie) – niemiecki rzeźbiarz, malarz, grafik i rysownik.

## Życiorys
W latach 1922–1928 uczył się kamieniarstwa w Essen. Jako czeladnik kamieniarski wykonał kilka rzeźb projektu Willa Lammerta. Uczęszczał na kursy sztuki w szkole Folkwanga w Essen. W latach 1929–1934 studiował w Vereinigte Staatsschulen für freie und angewandte Kunst Berlinie u Wilhelma Gerstla, a następnie do 1940 doskonalił swoje umiejętności w mistrzowskiej pracowni Pruskiej Akademii Sztuk Pięknych.
W latach 1934–1938 odbywał podróże studyjne po Europie – początkowo do Paryża, potem do Londynu, gdzie spotkał Bertolta Brechta i Helenę Weigel. Po II wojnie światowej osiedlił się początkowo w Wiedniu, gdzie w latach 1946–1950 wykładał na Uniwersytecie Sztuki Stosowanej. W 1950 zamieszkał w Berlinie, w NRD i objął klasę mistrzowską w Niemieckiej Akademii Sztuki, w której w latach 1974–1983 pełnił funkcję wiceprezesa. Odbył podróże studyjne do Związku Radzieckiego, Chin i Egiptu.

## Poglądy
W 1929 został członkiem Komunistycznej Partii Niemiec. W czasie II wojny światowej nawiązał bliski kontakt z Czerwoną Orkiestrą, w której działali rzeźbiarze Kurt Schumacher i Walter Küchenmeister. W latach 1940–1944 służył w Wehrmachcie w Grecji, w jednostce artylerii przeciwlotniczej w Eleusis i na Krecie. Po powrocie do Niemiec został w 1946 członkiem Socjalistycznej Partii Jedności Niemiec.

## Życie prywatne
Był synem tapicera Alberta Cremera. Po jego śmierci w 1908 wdowa Christine z dziećmi Fritzem i Emmy zamieszkała w Essen-Relinghausen. Po jej śmierci Fritz wychowywał się w rodzinie górnika.
Około 1930 pozostawał w związku z austriacką tancerką Hanną Berger. W 1942 Berger należąca do Czerwonej Orkiestry została uwięziona przez Gestapo. W 1944 udało się jej uciec.
W 1950 Cremer poślubił malarkę i ceramiczkę Christę von Carnap.
Zmarł w Berlinie i został pochowany na cmentarzu w dzielnicy Pankow.

## Twórczość
Rzeźbił portrety (Bertold Brecht, 1956) i akty (Ewa, 1949; Młoda miłość, 1961). Jednak głównie tworzył rzeźby pomnikowe, poświęcone martyrologii więźniów hitleryzmu, w tym najbardziej znaną, monumentalną rzeźbę grupową zrealizowaną dla Buchenwaldu, przedstawiającą więźniów zrywających się do walki (1952–1958). Stworzył też pomnik dla byłego obozu w Ravensbrück (1959–1960) i Pomnik bojowników o Hiszpanię (1968). W przeciwieństwie do obowiązującego w NRD socrealizmu, rzeźby Cremera nie unikają ekspresyjnej stylizacji i naturalizmu.
Cremer był też wybitnym akwarelistą i grafkiem, autorem m.in. cyklu litografii Noc Walpurgii (1955).

## Galeria

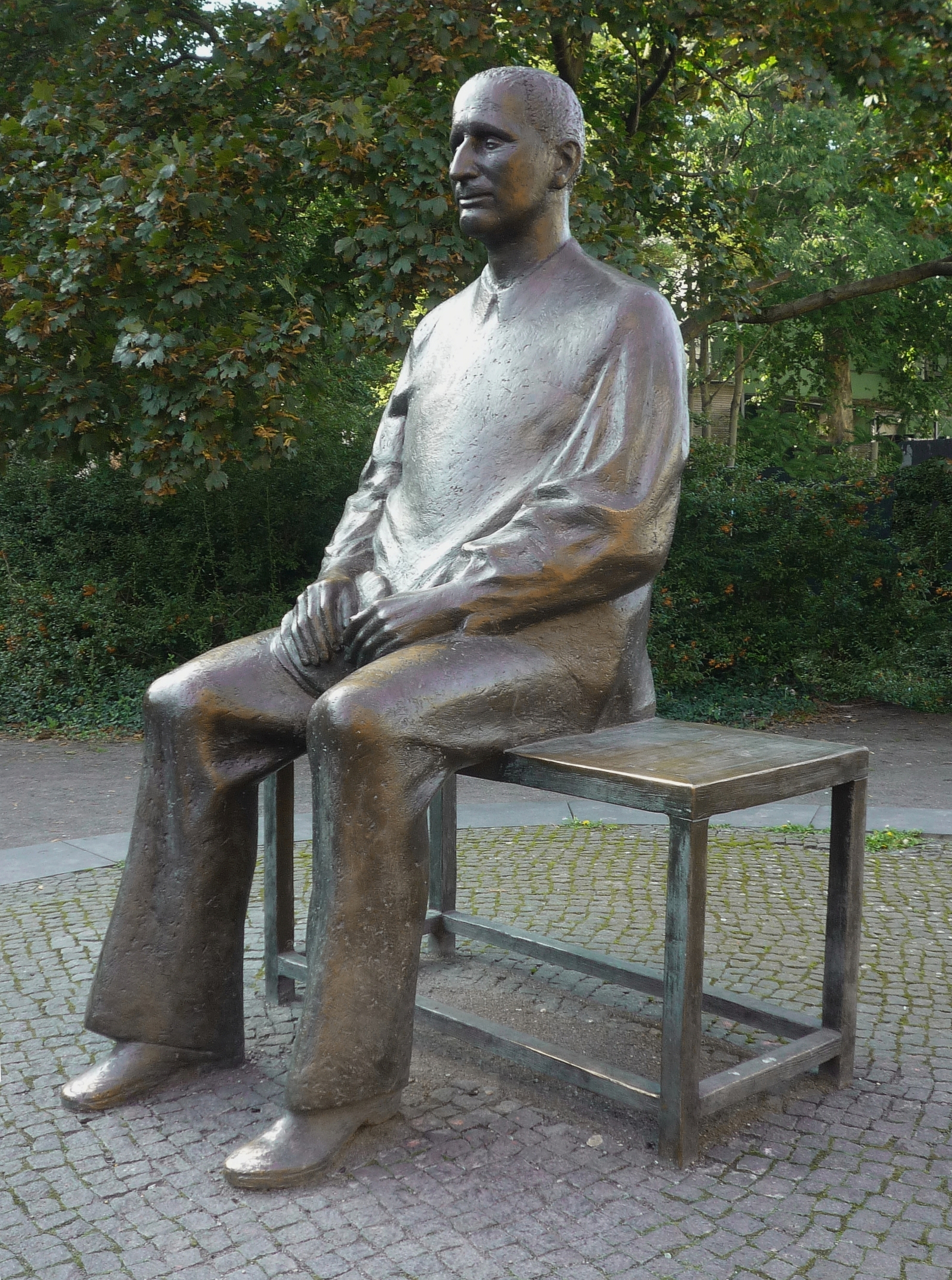
Bertolt Brecht
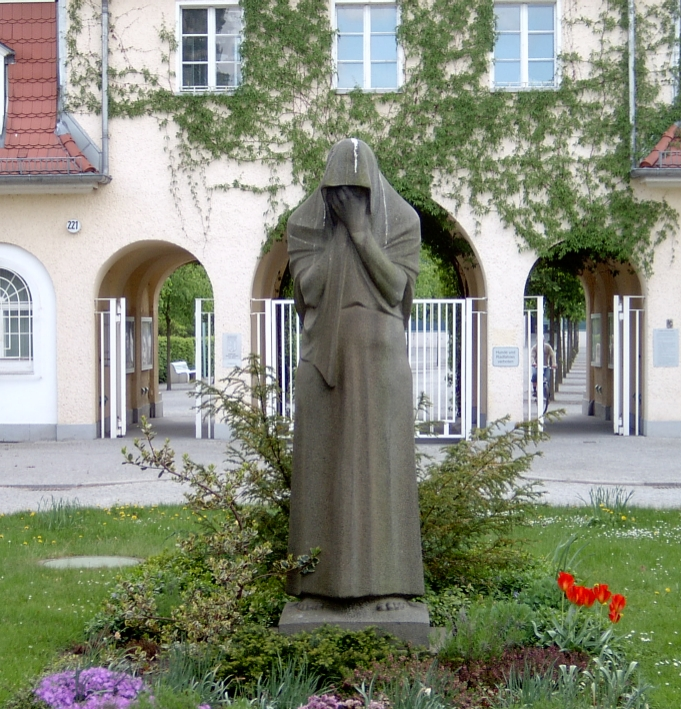
Opłakująca
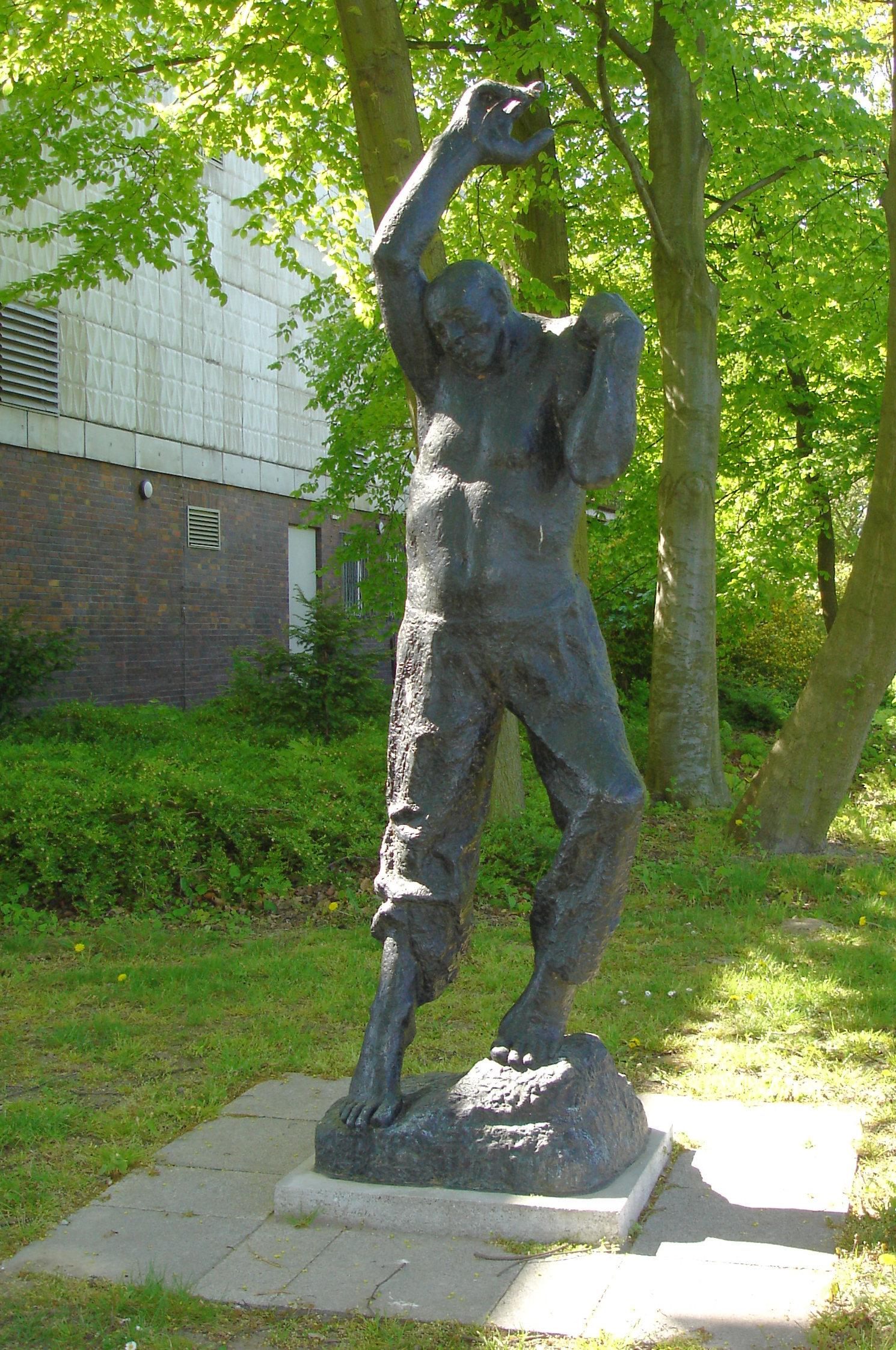
Kroczący wzwyż
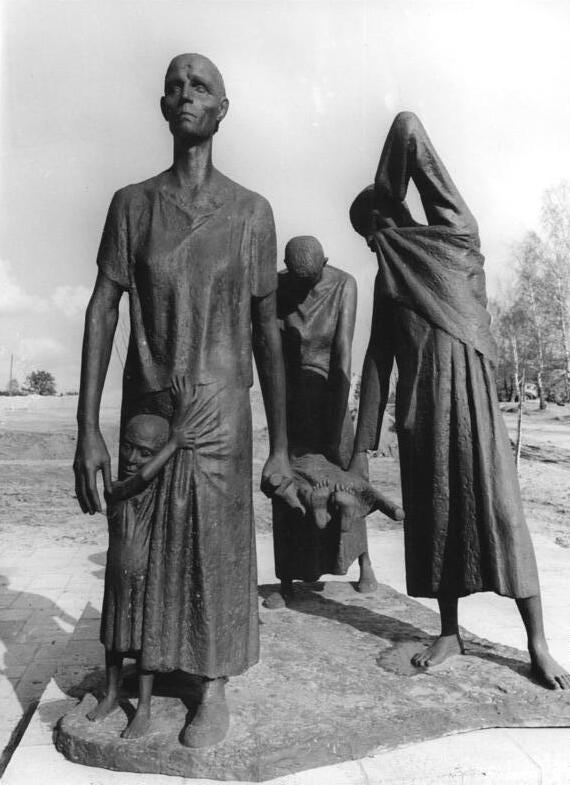
Pomnik w KL Ravensbrück (fragment)
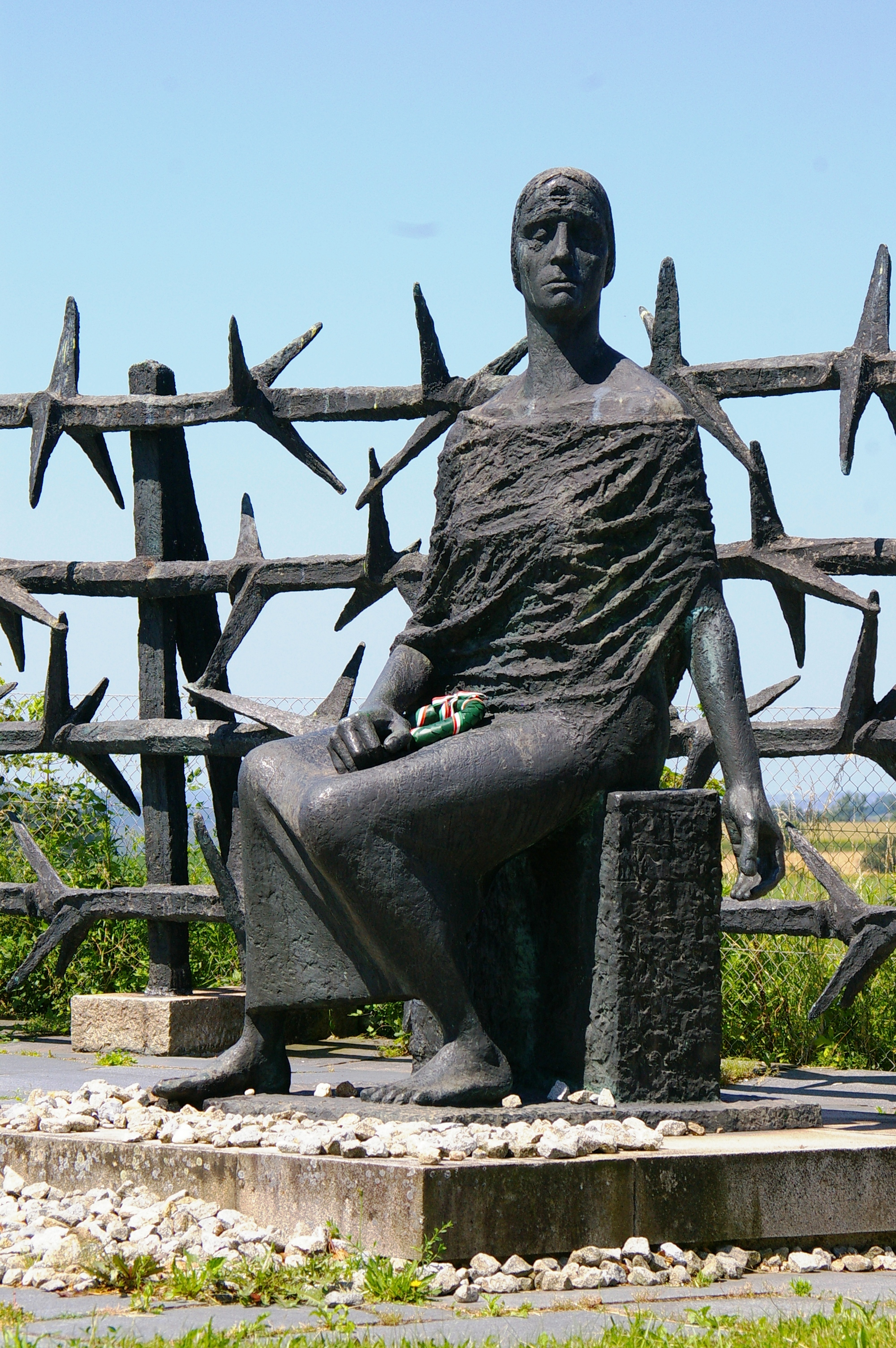
Pomnik w KL Mauthausen
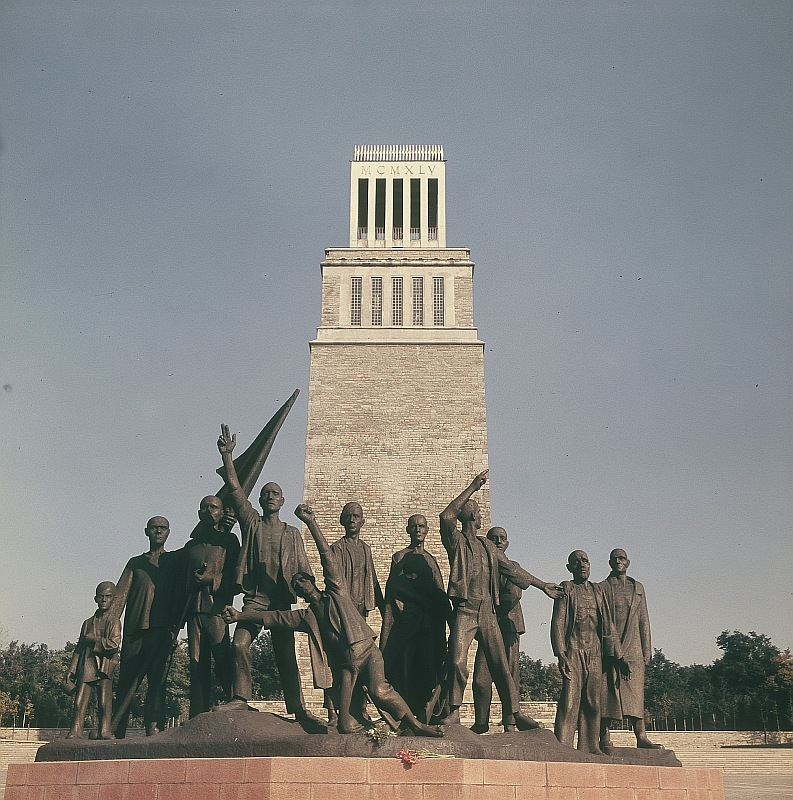
Pomnik w KL Buchenwald